# Riegler Péter
Riegler Péter (Szekszárd, 1940. július 17. – 2019. február 18.) okleveles földmérő mérnök. Az 1990-es évek első felétől a Baranya megyei Földhivatal vezetője volt, 1996-ban egy évig kormánybiztosként a Nemzeti Kataszteri Programot irányította.

## Életrajza
Apja is földmérő volt. Bátaszéken járt általános iskolába, majd Baján a IV. Béla Gimnáziumban tanult, ahol 1959-ben érettségizett. Középiskola után egy évig alkalmi munkából élt, majd felvették a budapesti Építőipari és Közlekedésmérnöki Műszaki Egyetem földmérő karára, ahol 1965-ban szerzett diplomát.
Az egyetem után a Pécsi Geodézia és Térképészeti Vállalatnál kezdett el dolgozni, amelynek 1985–1993 között az igazgatója is volt. 1993-ban kinevezték a Baranya megyei Földhivatal vezetőjévé. Hivatalvezetőként részt vett a TAMA birtokrendezési projekt irányításában, valamint 1996-ban egy évig államtitkári rangban kormánybiztosként a Nemzeti Kataszteri Program irányításáért is felelt. A Baranya megyei Földhivataltól 2006-ban vonult nyugállományba.

## Tudományos és oktatói munkássága
Tudományos munkásságával részt vett a IV. rendű kitöltő alappont-hálózat kialakításában. Műszaki doktori disszertációját is ebből a témából készítette, melyet 1976-ban védett meg.

## Közéleti tevékenysége
1965-től tagja volt a Geodéziai és Kartográfiai Egyesületnek (később Magyar Földmérési, Térképészeti és Távérzékelési Társaság – MFTTT), amelynek irányításában is részt vett 1976-tól. Egyes időszakokban tagja volt az MTA Geodéziai Tudományos Bizottságának is. 2008-től a Geodézia és Kartográfia folyóirat főszerkesztője volt.
A Pollack Mihály Műszaki Főiskolán címzetes egyetemi docensként oktatott, valamint a Soproni Egyetem Székesfehérvári Főiskolai Karának címzetes egyetemi tanára volt 2004-től.

## Kitüntetései
- Lázár deák emlékérem[2] (1990)
- Fasching Antal-díj[3] (1994)
- Életfa díj[4] bronz fokozata (2019)